# Belrupt
Belrupt è un comune francese di 110 abitanti situato nel dipartimento dei Vosgi, nella regione del Grand Est.

## Storia

### Simboli
Lo stemma comunale riprende le insegne della famiglia Belrupt, estinta nel XV secolo, che ha dato il nome al paese che fu capoluogo di una baronia fino al XVIII secolo.

## Società

### Evoluzione demografica
Abitanti censiti